# 素环
在抽象代數中，一個非零的環 R 稱作素环，若R满足以下条件中的一个（这几个条件是等价的）：
- ∀a, b，r∈ R，有arb = 0 ⇒ a = 0 或 b = 0。
- ∀R上的雙邊理想P,Q，若PQ = (0) ⇒ P=(0) 或 Q=(0)。

質環同時推廣了整環與域上的矩陣環。

## 例子
- 整環。
- 單環。
- 整域上的矩陣環。

## 性質
- 含單位元的交換環是質環的充要條件是它是整環。
- 一個環是質環若且唯若 (0) 是。
- 一個非零環是質環若且唯若其雙邊理想在乘法下構成的么半群無零因子。
- 佈於質環上的矩陣環仍是質環。

## 文獻
- I.N. Herstein,  Noncommutative rings (1968) , Math. Assoc. Amer.